# Phylis Smith
Phylis Smith (ur. 29 września 1965 w Birmingham) – brytyjska lekkoatletka, specjalizująca się w biegach sprinterskich, dwukrotna uczestniczka letnich igrzysk olimpijskich (Barcelona 1992, Atlanta 1996), brązowa medalistka olimpijska z Barcelony w biegu sztafetowym 4 × 400 metrów.

## Sukcesy sportowe
- dwukrotna złota medalistka mistrzostw Wielkiej Brytanii w biegu na 200 metrów – 1990, 1992[1]
- złota złota medalistka mistrzostw Wielkiej Brytanii w biegu na 400 metrów – 1993
- srebrna złota medalistka mistrzostw Wielkiej Brytanii w biegu na 100 metrów – 1990
- trzykrotna medalistka mistrzostw Anglii w biegu na 400 metrów – dwukrotnie złota (1993, 1996) oraz brązowa (1992)[2]
- brązowa medalistka mistrzostw Anglii w biegu na 100 metrów – 1989
- złota medalistka halowych mistrzostw Anglii w biegu na 400 metrów – 1997[3]
- brązowa medalistka halowych mistrzostw Anglii w biegu na 60 metrów – 1993

| Rok  | Miasto    | Zawody                     | Konkurencja                      | Wynik                    |
| ---- | --------- | -------------------------- | -------------------------------- | ------------------------ |
| 1991 | Tokio     | Mistrzostwa świata         | sztafeta 4 × 400 m               | 4. miejsce               |
| 1992 | Barcelona | Igrzyska olimpijskie       | sztafeta 4 × 400 m bieg na 400 m | brązowy medal 8. miejsce |
| 1993 | Stuttgart | Mistrzostwa świata         | sztafeta 4 × 400 m               | brązowy medal            |
| 1994 | Helsinki  | Mistrzostwa Europy         | bieg na 400 m                    | brązowy medal            |
| 1994 | Victoria  | Igrzyska Wspólnoty Narodów | sztafeta 4 × 400 m               | złoty medal              |
| 1997 | Paryż     | Halowe mistrzostwa świata  | sztafeta 4 × 400 m               | 6. miejsce               |

## Rekordy życiowe
- bieg na 200 metrów (hala) – 23,81 – Birmingham 23/02/1997
- bieg na 300 metrów – 36,92 – Londyn 11/08/1996
- bieg na 400 metrów – 50,40 – Barcelona 03/08/1992
- bieg na 400 metrów (hala) – 51,69 – Birmingham 23/02/1997
- bieg na 800 metrów – 2:05,2 – Manchester 14/05/1997
- bieg na 800 metrów (hala) – 2:04,79 – Birmingham 02/02/1997